# IC 5170
IC 5170 ist eine Balken-Spiralgalaxie vom Hubble-Typ SBa im Sternbild Kranich am Südsternhimmel. Sie ist schätzungsweise 71 Millionen Lichtjahre von der Milchstraße entfernt.
Das Objekt wurde im Jahre 1900 vom britischen Astronomen Joseph Lunt entdeckt.